# Medel
Medel é uma comuna da Suíça, no Cantão Grisões, com cerca de 487 habitantes. Estende-se por uma área de 136,20 km², de densidade populacional de 4 hab/km². Confina com as seguintes comunas: Aquila (TI), Campo (TI), Disentis/Mustér, Ghirone (TI), Olivone (TI), Quinto (TI), Sumvitg, Tujetsch, Vrin.
A língua oficial nesta comuna é o Romanche.

## Geografia
Medel (Lucmagn) tem uma área, em 2006, de 136,2 km 2 (52,6 milhas quadradas). Dessa área, 17,8% são utilizados para fins agrícolas, enquanto 14,9% são florestais. Do restante da terra, 0,6% é povoado (edifícios ou estradas) e o restante (66,8%) é improdutivo (rios, geleiras ou montanhas).
 

Antes de 2017, o município estava localizado no subdistrito Disentis do distrito de Surselva, depois de 2017 fazia parte da região de Surselva.  Está localizado na bacia do rio Medelserrhein. Inclui os 16 km (9,9 milhas) de comprimento do Vale Medel, que liga o Alto Graubünden com o cantão de Ticino. Consiste em vários assentamentos a uma altitude de 1 332 a 1 621 metros (4 370 a 5 318 pés). Estes incluem: Curaglia (aldeia principal), Soliva, Mutschnengia, Platta, Drual/Matergia, Pardé, Fuorns e S. Gions. O município também inclui cerca de 50 casas de fazenda abandonadas e acampamentos de pastoreio de verão, incluindo Pali, Biscuolm e Casura. Até 1943 Medel (Lucmagn) era conhecido como Medels im Oberland.